# 米爾波因特 (紐約州)
米爾波因特（英語：Mill Point）是位於美國紐約州蒙哥馬利縣的非建制地區。

## 歷史
米爾波因特的郵局於1874年設立，其後於1907年停運。

## 地理
米爾波因特所處的海拔為高於海平面110米（即361英呎），而該地所採用的時區為UTC-5，即北美东部时区（EST）。同時該地設有夏令時間，為UTC-5調快一小時，即UTC-4（EDT）。